# Paul Benndorf
Paul Johann Benndorf (* 9. März 1859 in Reudnitz; † 12. November 1926 in Leipzig) war ein deutscher Lehrer, Schriftsteller und Sepulkralforscher.

## Leben

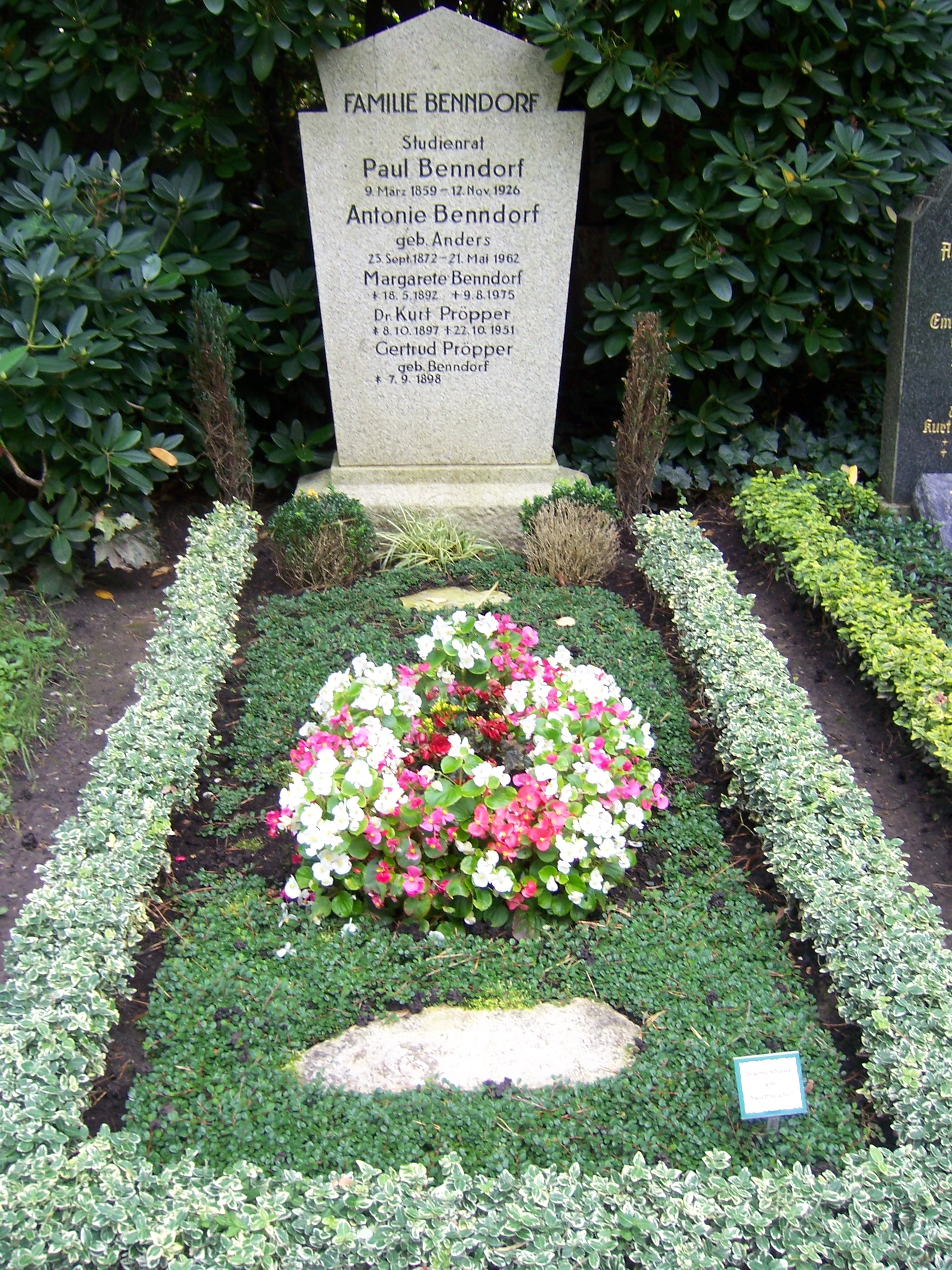
Grabstätte Paul Benndorf

Paul Benndorf wurde 1859 in Reudnitz bei Leipzig geboren. Er erhielt 1877 seine erste Anstellung als Lehrer. Seit dem 1. August 1883 unterrichtete er in Leipzig. Dort wechselte er 1910 an die I. Höhere Bürgerschule. Neben dem Lehrerberuf galt sein Interesse der Volks- und Heimatkunde. Er bereiste Norwegen, Griechenland, Frankreich und andere europäische Länder, auch den Kaukasus und den Vorderen Orient. Über diese Reisen veröffentlichte er mehrere Reiseberichte, von deren Honoraren er neue Reisen finanzierte. Ein Exemplar seines Buches Die Völkerschlacht bei Leipzig befindet sich im Schlussstein des Leipziger Völkerschlachtdenkmals.
Große Verdienste erwarb sich Benndorf durch seine Forschungen zur Leipziger Stadtgeschichte. Die meiste Zeit galt dabei dem Alten Johannisfriedhof, dem  ältesten Friedhof der Stadt Leipzig. In seinem 1922 veröffentlichten Werk Der Alte Johannisfriedhof in Leipzig fasste er die Ergebnisse seiner 40-jährigen Beschäftigung mit dem Friedhof zusammen. Er gilt deshalb als der bisher bedeutendste Leipziger Sepulkralforscher.
Benndorf starb 1926 nach kurzer Krankheit und wurde am 15. November 1926 auf dem Leipziger Südfriedhof beigesetzt.

## Paul-Benndorf-Gesellschaft

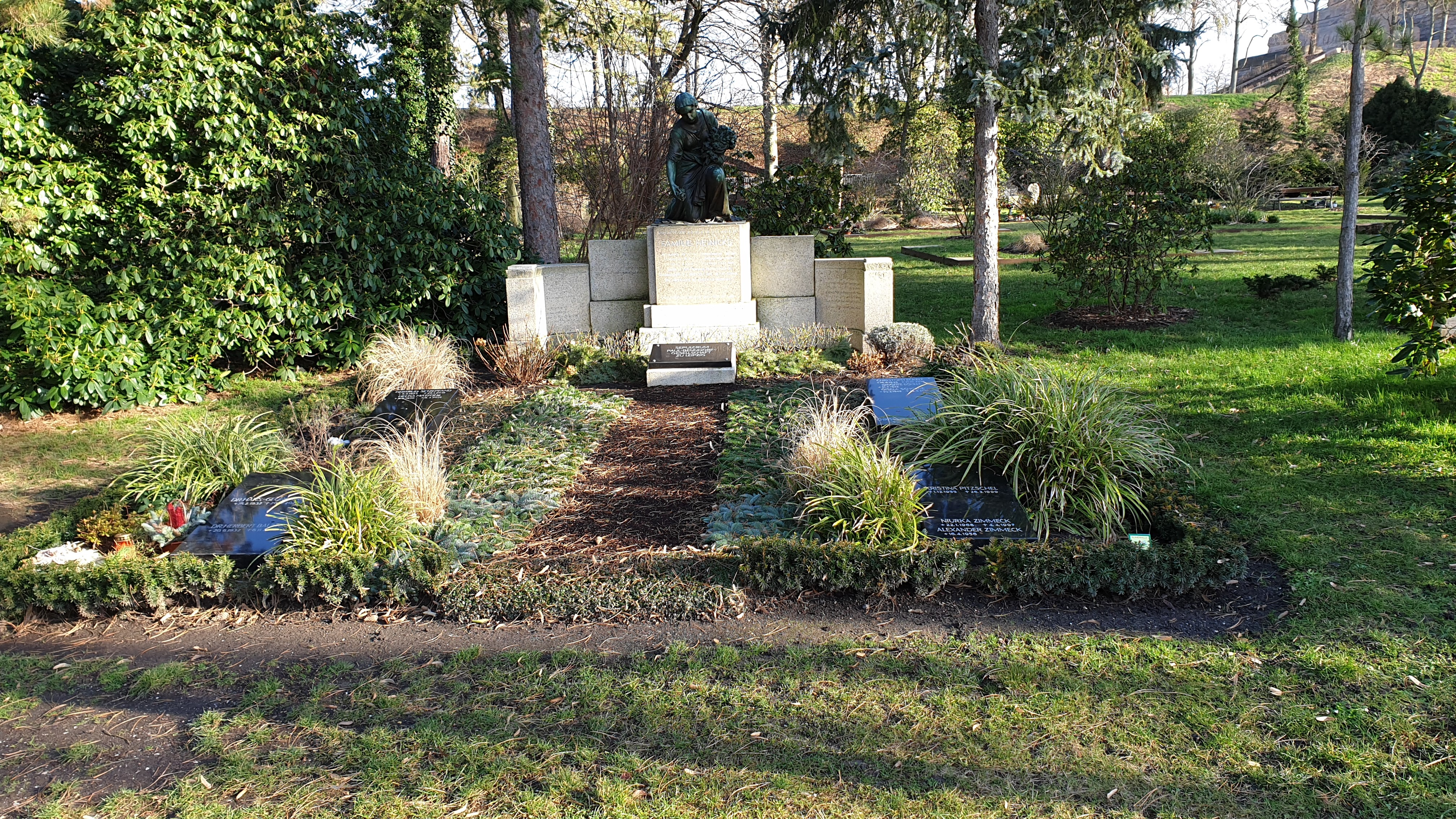
Grablege für die Mitglieder der Paul-Benndorf-Gesellschaft

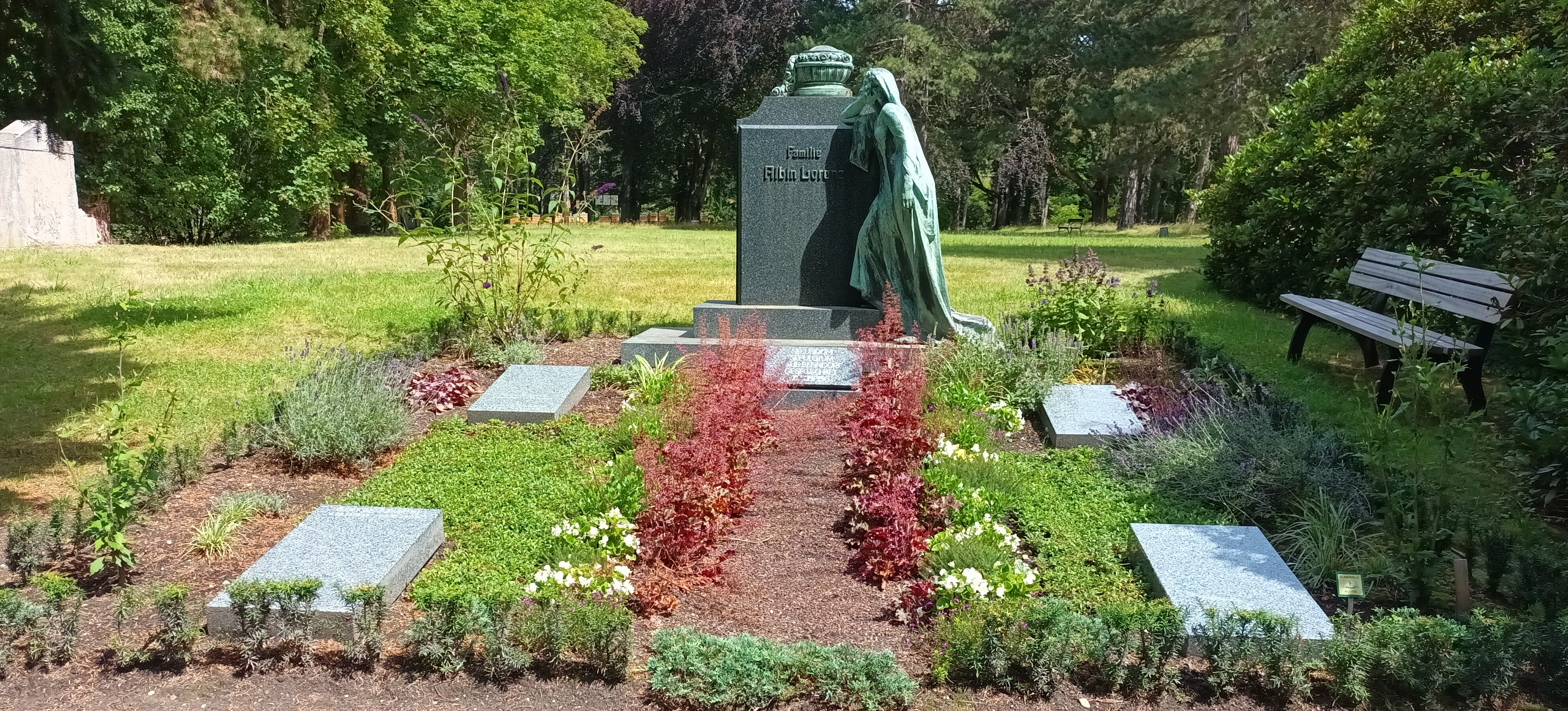
Zweite Grablege für die Mitglieder der Paul-Benndorf-Gesellschaft

Am 1. April 2008 wurde die Paul-Benndorf-Gesellschaft zu Leipzig, ein eingetragener Verein zur Förderung und Pflege von Kulturwerten im Bereich des Friedhofs- und Denkmalwesens, gegründet.
Die Paul-Benndorf-Gesellschaft fördert die Erhaltung und Pflege historischer Friedhofsanlagen mit ihren denkmalgeschützten Grabmalen in Leipzig mit einem besonderen Augenmerk auf den Südfriedhof. Sie ist außerdem auf dem Gebiet des Denkmalschutzes, der Denkmalpflege und der Steinmetzkunst tätig und widmet sich in Vorträgen und Führungen der Geschichte der Leipziger Sepulkralkultur.

## Veröffentlichungen (Auswahl)
- Der Alte Johannisfriedhof und die Rats- oder Hospitalgruft. Georg Merseburger, Leipzig 1907.
- Hundert Bilder zur Geschichte Leipzigs. Herausgegeben und erläutert von Paul Benndorf. (mit 100 Abbildungen auf 71, zum Teil aufklappbaren Tafeln), Alwin Schmidt Verlag, Leipzig 1909.
- Unsere Leipziger Friedhöfe und ihre Anregungen für den Unterricht. Dürr’sche Buchhandlung, Leipzig 1912.
- Illustrierter Leipziger Schlachtfeldführer. Dietrich, Leipzig 1913.
- Die Völkerschlacht bei Leipzig. Ein Gedenkbuch für die 100-jährige Jubelfeier. Der deutschen Jugend erzählt. Paul List Verlag, Leipzig 1913.
- Die ältesten Familiengrüfte des Alten Johannisfriedhofs zu Leipzig. In: Schriften des Vereins für die Geschichte Leipzigs. Band 11, 1917, S. 137–152.
- Till Eulenspiegel. Ein kurzweiliges Lesen, wie er sein Leben vollbracht hat. Abel & Müller, Leipzig 1921.
- Zwei vergessene Leipziger Goethestätten. Das ehemalige Hahnemannsche Gut und der Große Kuchengarten. Ein Beitrag zur Stadtgeschichte und Goetheforschung. Hermann Haessel Verlag, Leipzig 1922.
- Der Alte Johannisfriedhof in Leipzig. Ein Beitrag zur Stadtgeschichte. H. Haessel Verlag, Leipzig 1922.
- Weimars denkwürdige Grabstätten. H. Haessel Verlag, Leipzig 1924.